# Иммерс, Лекс
Александер (Лекс) И́ммерс (нидерл. Alexander "Lex" Immers; род. 8 июня 1986, Гаага) — нидерландский футболист, полузащитник клуба «Схевенинген».

## Карьера
Лекс дебютировал за АДО Ден Хааг 24 августа 2007 года в возрасте 21 года. Вскоре он стал лидером команды как на поле, так и за его пределами. Болельщики обожали местного воспитанника, и Иммерс отвечал им взаимностью. Он сделал татуировку у себя на спине с изображением символа родного города и клуба — аиста.
5 июня 2012 года Иммерс перешёл в «Фейеноорд». При этом сумма сделки не разглашалась. Игрок подписал контракт до 2016 года и выбрал майку с 10-м номером. В октябре 2013 года выяснилось, что игрок был арендован «Фейеноордом» на два года.
В январе 2016 года был арендован валлийским клубом «Кардифф Сити».
В январе 2017 года перешёл в бельгийский «Брюгге». В июле 2017 года вернулся в АДО Ден Хааг, заключив с клубом контракт на два года. 27 августа 2020 года расторг контракт с АДО, а четыре дня спустя подписал двухлетний контракт с клубом НАК Бреда.
16 июля 2021 года объявил о завершении профессиональной карьеры.